# Queen’s Cup Polo 2010
Die Saison 2010 des Queen’s Cups fand vom 18. Mai bis zum 13. Juni 2010 statt und damit zum fünfzigsten Mal. 
Jede Mannschaft musste in den Vorrundenspielen dreimal antreten. In Liga 1 und Liga 2 qualifizierten sich die zwei besten Mannschaften für die Viertelfinalspiele; das waren in Liga 1 El Remanso mit 35:34 und La Bamba de Areco mit 34:31 Toren und in Liga 2 Dubai mit 33:24 und Lechuza Caracas mit 35:28 Toren. In der Gruppe 1 kamen vier Mannschaften weiter und zwar: Les Lions II (42:33), Enigma (40:36), Piaget (33:30) und Zacara (25:26). In den Viertelfinalspielen reichte ein einfacher Sieg für das Weiterkommen, die unterlegenen Mannschaften spielten im Sub-Halbfinale um den Einzug in das "kleine" Finale, den Harcourt Developments Cup.
Adolfo Cambiaso stellte einen neuen Rekord auf mit bisher insgesamt sieben Siegen bei einem Queen's-Cup-Turnier. Er erhielt außerdem für sein Pferd "Certain" den Preis "Best Playing Pony", zusammen mit Agustin Merlos, der ihn für "Menina" erhielt. "Most Valuable Player" (Bester Spieler) des Finales war der 17-jährige Chris Mackenzie, der für Les Lions II spielte. Die Siegerehrung wurde auch 2010 von Königin Elisabeth II. vorgenommen. 

## Turnier 2010
Für 2010 waren 14 Mannschaften angemeldet:
- Liga Eins:
  - El Remanso: George Hanbury (Handicap 1); Charlie Hanbury (4); Pelon Stirling (9); Jaime Huidobro (7)
  - La Bamba de Areco: Jean-Francois Decaux (0); Gonzalito Pieres (10); Facundo Pieres (10);  Edmund Parsons (2)
  - Loro Piana: Alfio Marchini (3); Santiago Chavanne (8); Juan Martin Nero (10); William Beresford (1)
  - Talandracas: Edouard Carmignac (0); Guillermo Terrera (7); Lucas Monteverde (8); Luke Tomlinson (7)

- Liga Zwei:
  - Dubai: Rashid Albwardy (1); Francisco Vizmara (2); Adolfo Cambiaso (10); Pablo Mac Donough (9)
  - Lechuza Caracas: Victor Vargas (1); Guillermo Caset (8); Miguel Novillo Astrada (9); Max Routledge (4)
  - Les Lions I: Jonny Good (5); Ignacio Heguy (9); Eduardo Heguy (8); Joachim Gottschalk (0)
  - The Telegraph: Max Charlton (4); George Meyrick (4); Gaston Laulhe (7); Nicolas Pieres (7)

- Gruppe Eins:
  - Emlor: Spencer McCarthy (1); Joaqun Pittaluga (6); John Paul Clarkin (8); Nacho Gonzalez (6)
  - Enigma: Jerome Wirth (1); James Beim (7); Matias Mac Donough (8); Malcolm Borwick (6)
  - Les Lions II: Chris Mackenzie (2); Sebastian Merlos (10); Max Gottschalk (1); Agustin Merlos (9)
  - Piaget: Marcos Araya (4); Bautista Heguy (9); Marcos Heguy (9), Stefano Masaglia (0)
  - Sumaya: Oussama Aboughazale (0); Carlos Gracida jun. (7); Lucas James (7); Milo Fernandez Araujo (8)
  - Zacara: Lyndon Lea (1); Javier Novillo Astrada (9); Eduardo Novillo Astrada (9); Ollie Cudmore (3)

## Ergebnisse

### Vorrundenspiele
| Datum   | Mannschaft 1      | Mannschaft 2      | Ergebnis |
| ------- | ----------------- | ----------------- | -------- |
| 18. Mai | Dubai             | The Telegraph     | 13:6     |
| 18. Mai | Talandracas       | El Remanso        | 9:10     |
| 19. Mai | Zacara            | Sumaya            | 8:7      |
| 22. Mai | Loro Piana        | La Bamba de Areco | 10:11    |
| 22. Mai | Piaget            | Emlor             | 11:10    |
| 23. Mai | Les Lions II      | Enigma            | 14:13    |
| 23. Mai | Lechuza Caracas   | Dubai             | 8:9      |
| 25. Mai | Talandracas       | Loro Piana        | 11:12    |
| 25. Mai | La Bamba de Areco | El Remanso        | 11:10    |
| 25. Mai | Les Lions         | The Telegraph     | 10:11    |
| 26. Mai | Zacara            | Emlor             | 8:4      |
| 27. Mai | Les Lions II      | Sumaya            | 16:9     |
| 27. Mai | Piaget            | Enigma            | 13:12    |
| 28. Mai | Lechuza Caracas   | Les Lions         | 13:10    |
| 29. Mai | Loro Piana        | El Remanso        | 14:15    |
| 30. Mai | Les Lions II      | Emlor             | 12:11    |
| 30. Mai | Zacara            | Enigma            | 9:15     |
| 30. Mai | Piaget            | Sumaya            | 9:8      |
| 31. Mai | Talandracas       | La Bamba de Areco | 11:12    |
| 31. Mai | Lechuza Caracas   | The Telegraph     | 14:9     |
| 31. Mai | Les Lions         | Dubai             | 10:11    |

### Finalrunden
| Datum                                               | Mannschaft 1      | Mannschaft 2       | Ergebnis |
| --------------------------------------------------- | ----------------- | ------------------ | -------- |
| 5. Juni (Viertelfinale)                             | Les Lions II      | Enigma             | 11:8     |
| 5. Juni (Viertelfinale)                             | La Bamba de Areco | El Remanso         | 12:11    |
| 6. Juni (Viertelfinale)                             | Piaget            | La Lechuza Caracas | 7:10     |
| 6. Juni (Viertelfinale)                             | Dubai             | Zacara             | 14:8     |
| 9. Juni (Halbfinale/Westbury Mayfair Trophy)        | Les Lions II      | La Lechuza Caracas | 11:9     |
| 9. Juni (Halbfinale/Hubert Perrodo Trophy)          | La Bamba de Areco | Dubai              | 10:14    |
| 10. Juni (Sub-Halbfinale/Muscular Dystrophy Trophy) | El Remanso        | Zacara             | 7:5      |
| 10. Juni (Sub-Halbfinale)                           | Enigma            | Piaget             | 11:9     |
| 13. Juni (Harcourt Developments Cup)                | Enigma            | El Remanso         | 6:11     |
| 13. Juni (Finale)                                   | Dubai             | Les Lions II       | 12:10    |